# Cyperus ciliatus
Cyperus ciliatus är en halvgräsart som beskrevs av Franz Wilhelm Junghuhn. Cyperus ciliatus ingår i släktet papyrusar, och familjen halvgräs. Inga underarter finns listade i Catalogue of Life.